# Власов, Юрий Ильич
Ю́рий Ильи́ч Вла́сов — советский и российский учёный-фитовирусолог, доктор биологических наук, профессор, заслуженный деятель науки Российской Федерации.

## Происхождение
Родился 1 февраля 1929 года в городе Курске в семье советских служащих Власова Ильи Григорьевича (1893—1980) и Власовой (Аристовой) Марии Аполлоновны (1902—1983).

## Становление учёного
В 1946 году, проживая с семьей в Тамбове, с золотой медалью закончил обучение в школе. В этом же году поступил в Московскую сельскохозяйственную академию имени К. А. Тимирязева. На втором курсе проявилась его увлечённость наукой. Ю. И. Власов пришёл в лабораторию вирусологии Института генетики АН СССР к профессору Константину Степановичу Сухову, и тот предложил ему тему по изучению свойств вируса табачной мозаики. В дальнейшем курсовая работа переросла в дипломный проект.
В июне 1951 года, защитив диплом с отличием и получив специальность учёного-агронома, молодой выпускник уезжает по распределению в Ленинград и устраивается на работу старшим лаборантом в лабораторию фитопатологии Всесоюзного научно-исследовательского института защиты растений (ВИЗР), располагавшуюся в здании на улице Герцена (Большая Морская), 42.
В 1952 году после сдачи вступительных экзаменов Ю. И. Власов зачисляется в аспирантуру на Московскую станцию защиты растений (МОССТАЗР), входившую в систему ВИЗР. Его научным руководителем становится К. С. Сухов, проводивший на станции вирусологические исследования. В 1955 году Ю. И. Власов окончил аспирантуру и успешно защитил кандидатскую диссертацию по теме «Устойчивость томата к стрику и мозаике в зависимости от температуры и света».
В 1957—1959 годах Ю. И. Власов работает в Ташкенте, где организует лабораторию вирусологии в Среднеазиатском филиале ВИЗР.

## Организация лаборатории вирусологии ВИЗР в Ленинграде
В январе 1960 года Ю. И. Власов возвращается в Ленинград и приступает к обязанностям заведующего вновь создаваемой при ВИЗР лаборатории вирусологии, расположившейся в городе Пушкине по адресу: улица Маяковского, 4 (ныне Павловское шоссе). Основная сфера деятельности коллектива — практические исследования в области фитовирусологии, разработка и издание методических указаний по вирусным болезням сельскохозяйственных культур, ежегодные обзоры по распространению вирусных болезней сельскохозяйственных растений на территории СССР. Ю. И. Власов участвует в международных совещаниях по вирусным болезням растений, в заседаниях постоянной рабочей группы СЭВ, вырабатывающей соответствующие рекомендации.
15 мая 1967 года состоялась защита докторской диссертации Ю. И. Власова «Природная очаговость вирусных болезней растений». 9 февраля 1968 года ученая степень была утверждена Высшей Аттестационной Комиссией. В 1967 году в издательстве «Колос» выходит книга Ю. И. Власова «Профилактика вирусных болезней растений», в которой в популярном виде изложены основные положения его диссертации.
С начала 1970-х годов Ю. И. Власов становится во главе вирусной комиссии при Отделении защиты растений ВАСХНИЛ (с 1992 года — Россельхозакадемия), сменив на этом посту своего учителя К. С. Сухова. 
В 1974 году выходит вторая монография Ю. И. Власова — «Закономерности развития вирусных эпифитотий», расширяющая и углубляющая темы диссертационной работы.
В 1974 году Ю. И. Власовым и сотрудницей его лаборатории Т. А. Якуткиной для проведения защитной вакцинации томатов был предложен и защищен авторским свидетельством слабопатогенный штамм вируса мозаики томата (ВТМ-S7).
В числе объектов постоянного внимания института и лаборатории Ю. И. Власова находились вирусные и вирусоподобные болезни картофеля в плане совершенствования и практического использования методов диагностики, изучения штаммового состава, биологии вирусов, разработки мероприятий по профилактике и защите картофеля от вирозов (болезней, вызываемых вирусами).
С конца 1970-х годов лаборатория занимается изучением новооткрытых объектов — вирусоподобных молекулярных патогенов — вироидов и микоплазм. Исследование микоплазм привело к ряду изобретений и открытий. 7 апреля 1981 года коллективу авторов во главе с Ю. И. Власовым (Т. А. Якуткина, Л. Н. Самсонова, Е. Н. Кругляк, О. В. Виноходов, И. А. Собчак) было выдано авторское свидетельство на «Агент для диагностики и терапии микоплазменных болезней растений», а 22 декабря 1985 года Ю. И. Власов, Л. Н. Самсонова, О. В. Виноходов, А. Ф. Новикова, В. А. Белкин, Е. Б. Собчак получили еще одно свидетельство на «Питательную среду для выращивания микоплазм птиц и растений». По результатам исследования микоплазм в 1985 году в Вильнюсе вышла книга Ю. И. Власова, Л. П. Гените и Л. Н. Самсоновой «Ахолеплазмы — патогены растений».
Итоги многолетних и разноплановых исследований Ю. И. Власова опубликованы в более чем трехстах работах, в том числе монографиях, статьях, методических указаниях. Особое место в творчестве Юрия Ильича занимают монографии, среди которых насыщенная важной практической информацией книга «Вирусные и микоплазменные болезни растений» (1992).
Ю. И. Власов награждён медалями «Ветеран труда», «За доблестный труд» (1970), серебряной медалью ВДНХ «За достижения в народном хозяйстве СССР». С 1999 года действительный член Петровской академии наук и искусств. В 2000 году ему было присвоено звание заслуженного деятеля науки РФ.
Юрий Ильич Власов умер 4 октября 2000 года, продолжая заведовать лабораторией вирусологии ВИЗР, которую он основал.

## Основные труды Ю. И. Власова
- Природная очаговость вирусных болезней растений: Дис. … д-ра биол. наук / ВИЗР. — Л., 1967.
- Профилактика вирусных болезней растений. — Л.: Колос, 1967.
- Вирус против вируса // Наука и жизнь. — 1971. — № 7. — С. 37—38.
- Закономерности развития вирусных эпифитотий. — М., Колос, 1974. — 160 с.
- Сельскохозяйственная вирусология [Учеб. пособие по спец. «Защита растений»]. — М.: Колос, 1982. — 239 с.— Соавт.: Ларина Э. И.
- Ахолеплазмы — патогены растений. — Вильнюс: Министерство сельского хозяйства Литовской ССР, 1985. — 78 с. — Соавт.: Гените Л. П., Самсонова Л. Н.
- Bojnansky V., Fargasova A. Dictionary of plant virology. In five languages: English, Russian, German, French and Spanish (Словарь вирусологии растений. На пяти языках: английском, русском, немецком, французском и испанском) / Научная и языковая проверка русского текста Ю. И. Власова. — Амстердам—Оксфорд—Нью-Йорк—Токио, 1991.
- Вирусные и микоплазменные болезни растений. — М.: Колос, 1992. — 207 с., ил.